# Pouring
Pouring è un singolo del rapper statunitense Iann Dior, pubblicato il 22 luglio 2019.

## Tracce
1. Pouring – 1:52